# Утаґава Хірокаґе
Утаґава Хірокаґе (歌川 広景), також відомий як Ічіюсай Хірокаґе — японський дизайнер укійо-е, активний з 1855 по 1865 роки. Учень Утаґава Хірошіґе. Його найвідомішими роботами є триптих «Велика битва між овочами та рибою» (青物魚軍勢大合戦之図) та серія принтів у форматі обан (39 cm × 27 cm) під збірною назвою «Веселі події у відомих місцях Едо» (江戸名所道戯尽).
Також припускають, що він міг творити під ім'ям Іккей Шьосай, активного з 1870 по 1874 роки, хоча конкретних доказів цьому немає.